# Sheppard Air Force Base
La Sheppard Air Force Base est une base de l'United States Air Force située dans le comté de Wichita au nord de Wichita Falls au Texas.
Elle est rattachée au Air Education and Training Command (AETC) et les unités 82d Training Wing et 80th Flying Training Wing y sont placées en garnison.